# Alchemaya
| Recensione | Giudizio |
| ---------- | -------- |
| Rockol     | 8/10     |

Alchemaya è il decimo album in studio del cantautore italiano Max Gazzè, pubblicato il 9 febbraio 2018.

## Descrizione
Il disco è un concept album, definito dallo stesso Gazzè un progetto "sintonico", diviso in due parti: il primo disco contiene 11 brani con testi ispirati a vari manoscritti religiosi (la Bibbia, la Tavola di smeraldo, i Manoscritti del Mar Morto o di Qumran, scritti sugli Esseni), tutti inediti fatta eccezione per L'origine del mondo ed Etereo, entrambi già presenti ne La favola di Adamo ed Eva e qui reinterpretati in chiave "sintonica". Il secondo disco comprende alcuni dei brani più famosi del cantautore romano (tra cui Una musica può fare, Il timido ubriaco, Il solito sesso, La vita com'è, Ti sembra normale) reinterpretati in chiave "sintonica", con un sapiente mix di orchestre e sintetizzatori, e 3 brani inediti (La leggenda di Cristalda e Pizzomunno, Un brivido a notte e Se soltanto). Il brano La leggenda di Cristalda e Pizzomunno è ispirato ad una leggenda popolare pugliese del XV secolo ed è stato presentato al Festival di Sanremo 2018, classificandosi sesto.

## Tracce

### Disco 1
1. L'origine del mondo – 5:14
2. Enuma Elish – 2:14
3. Il diluvio di tutti – 4:53
4. Vuota dentro – 3:30
5. L'anello mancante – 1:47
6. Etereo – 2:59
7. La tavola di smeraldo – 3:20
8. Visioni ad Harran – 4:49
9. Bassa frequenza – 1:26
10. Alchimia – 4:48
11. Il progetto dell'anima – 4:10

### Disco 2
1. La leggenda di Cristalda e Pizzomunno – 3:50
2. Il timido ubriaco – 4:14
3. Il solito sesso – 3:39
4. Nulla – 4:11
5. Cara Valentina – 5:39
6. Edera – 3:23
7. Ti sembra normale – 4:02
8. Atto di forza – 3:37
9. Se soltanto – 3:49
10. La vita com'è – 3:54
11. Mentre dormi – 4:35
12. Un brivido a notte – 2:36
13. Sotto casa – 5:01
14. L'ultimo cielo – 4:23
15. Una musica può fare – 5:32
16. Verso un altro immenso cielo – 3:20

## Formazione
- Max Gazzè – voce, basso
- Salvatore Mufale – pianoforte
- Arnaldo Vacca – percussioni
- Roberto Procaccini – tastiera, sintetizzatore
- Cecilia Lasagno – arpa
- Nello Salza – tromba
- Antonio Bifulco – tromba
- Massimo Dedo – trombone
- Giovanni Celestino – trombone
- Simone Graziani – corno
- Lorenzo Del Sorbo – corno

## Classifiche
| Classifica (2018) | Posizione massima |
| ----------------- | ----------------- |
| Italia            | 7                 |
| Italia (vinili)   | 1                 |